# ジャド・アパトー
ジャド・アパトー（Judd Apatow, 1967年12月6日 - ）は、アメリカ合衆国の映画監督、映画及びテレビプロデューサー、脚本家。

## 来歴

### 生い立ち
ニューヨーク州ショセット出身。両親はユダヤ系で、父親は不動産開発業者、母親はサウサンプトンのコメディクラブで働いていた。兄（ロバート）と妹（ミア）がいる。12歳の時に両親が離婚。

### キャリア
17歳の時にスタンダップ・コメディアンとしてキャリアをスタートさせる。高校卒業後、南カリフォルニア大学に進学し、ロサンゼルスに移る。この時のルームメイトはアダム・サンドラーだった。
コメディアンとして成功せず、テレビの脚本を手掛けるようになる。ベン・スティラーの『The Ben Stiller Show』やギャリー・シャンドリングの『The Larry Sanders Show』、『フリークス学園』で批評家から高い評価を得た。
映画でも『俺たちニュースキャスター』や『ディック&ジェーン 復讐は最高!』などの製作・脚本を手掛け、2005年にスティーヴ・カレル主演の『40歳の童貞男』で映画監督デビューを果たす。同作品が1億ドルを超えるヒットとなり、全米脚本家組合賞オリジナル脚本賞にもノミネートされ、放送映画批評家協会賞コメディ部門を受賞。

### 私生活
1997年に女優のレスリー・マンと結婚。妻と二人の娘アイリス、モードはアパトーの作品にも出演している。家族はロサンゼルスで暮らしている。

## 主な作品

### 映画
- Crossing the Bridge （1992年）　製作
- ヘビーウェイト サマー・キャンプ奪還作戦 Heavy Weights （1995年） 製作総指揮・脚本
- ダンク・ブラザース/脱線ファンにご用心 Celtic Pride （1996年） 製作総指揮・原案・脚本
- ケーブル・ガイ The Cable Guy （1996年） 製作・脚本
- 俺たちニュースキャスター Anchorman: The Legend of Ron Burgundy （2004年） 製作
- Wake Up, Ron Burgundy: The Lost Movie （2004年） 製作
- ペナルティ・パパ Kicking & Screaming （2005年） 製作総指揮
- 40歳の童貞男 The 40 Year Old Virgin （2005年） 監督・製作・脚本
- ディック&ジェーン 復讐は最高! Fun with Dick and Jane （2005年） 脚本
- The TV Set （2006年） 製作
- タラデガ・ナイト オーバルの狼 Talladega Nights: The Ballad of Ricky Bobby （2006年） 　製作
- American Storage （2006年） 製作総指揮（短編映画）
- 無ケーカクの命中男/ノックトアップ Knocked Up （2007年） 監督・製作・脚本
- スーパーバッド 童貞ウォーズ Superbad （2007年） 製作
- ウォーク・ハード ロックへの階段 Walk Hard: The Dewey Cox Story （2007年） 製作・脚本
- 寝取られ男のラブ♂バカンス Forgetting Sarah Marshall （2008年） 製作
- Mr.ボディガード/学園生活は命がけ!（英語版） Drillbit Taylor （2008年） 製作
- 俺たちステップ・ブラザース -義兄弟- Step Brothers （2008年） 製作
- エージェント・ゾーハン You Don't Mess with the Zohan （2008年） 脚本
- スモーキング・ハイ Pineapple Express （2008年） 製作・原案
- 紀元1年が、こんなんだったら!? Year One （2009年） 製作
- 素敵な人生の終り方 Funny People （2009年） 監督・製作・脚本
- 伝説のロックスター再生計画! Get Him to the Greek （2010年） 製作
- ブライズメイズ 史上最悪のウェディングプラン Bridesmaids （2011年） 製作
- Mr.ズーキーパーの婚活動物園 Zookeeper （2011年） 出演
- ふたりのパラダイス Wanderlust （2012年） 製作
- 憧れのウェディング・ベル The Five-Year Engagement （2012年） 製作
- 40歳からの家族ケーカク This Is 40 （2012年） 監督・製作・脚本
- 俺たちニュースキャスター 史上最低!?の視聴率バトルinニューヨーク Anchorman 2: The Legend Continues （2013年） 製作
- はじまりのうた Begin Again （2013年）製作
- エイミー、エイミー、エイミー! こじらせシングルライフの抜け出し方 Trainwreck （2015年） 監督・製作
- 俺たちポップスター（英語版） POPSTAR: NEVER STOP NEVER STOPPING （2016年）製作
- ピーウィーのビッグ・ホリデー Pee-wee's Big Holiday （2016年）製作
- ジャド・アパトーのザ・リターン Judd Apatow: The Return (2017年) - 出演
- ビッグ・シック ぼくたちの大いなる目ざめ The Big Sick (2017) 製作
- 15年後のラブソング Juliet, Naked (2018) 製作
- ザ・キング・オブ・ステタンアイランド The King of Staten Island (2020) 監督・脚本・製作
- ザ・バブル The Bubble (2022) 製作・監督・脚本

### テレビ
- The Ben Stiller Show （1992年 - 1993年） 出演・脚本・製作総指揮
- The Larry Sanders Show （1993年 - 1998年） 監督・脚本・製作総指揮・コンサルティング
- The Critic （1994年 - 1995年） 脚本・コンサルティング
- フリークス学園 Freaks and Geeks （1999年 - 2000年） 製作総指揮
- Undeclared （2001年 - 2002年） 原案・監督・脚本・製作総指揮
- GIRLS/ガールズ GIRLS（2012年-) 脚本・製作総指揮
- LOVE ラブ LOVE (2016年-） 企画・脚本・製作総指揮
- クラッシング CRASHING (2017年-) 製作総指揮